# Saison 1 de Riverdale
Chronologie
Saison 2
Cet article présente le guide des épisodes de la première saison de la série télévisée américaine Riverdale.

## Généralités

### Diffusion
- Aux États-Unis, la saison a été diffusée entre le 26 janvier 2017 et le 11 mai 2017 sur le réseau The CW.
- Au Canada et dans tous les pays francophones, excepté au Québec, elle a été diffusée entre le 27 janvier 2017 et le 12 mai 2017 sur Netflix.
- Au Québec, elle a été diffusée entre le 7 septembre 2017 et le 30 novembre 2017 sur VRAK.

### Audiences
- La saison a réuni une moyenne de 1,04 million de téléspectateurs[1].
- La meilleure audience de la saison a été réalisée par le premier épisode, Chapitre un : Au bord de la rivière, avec 1,37 million de téléspectateurs[1].
- La pire audience de la saison a été réalisée par le dixième épisode, Chapitre dix : Secrets et péchés, avec seulement 872 000 téléspectateurs[1].

## Distribution

### Acteurs principaux
- K.J. Apa (VF : Gauthier Battoue) : Archibald « Archie » Andrews
- Lili Reinhart (VF : Ludivine Maffren) : Elizabeth « Betty » Cooper
- Camila Mendes (VF : Youna Noiret) : Veronica Lodge
- Cole Sprouse (VF : Clément Moreau) : Forsythe Pendleton « Jughead » Jones III
- Marisol Nichols (VF : Nathalie Karsenti) : Hermione Lodge
- Madelaine Petsch (VF : Diane Dassigny) : Cheryl Blossom
- Ashleigh Murray (VF : Audrey Sablé) : Joséphine « Josie » McCoy
- Mädchen Amick (VF : Anne Rondeleux) : Alice Cooper
- Luke Perry (VF : Lionel Tua) : Fred Andrews

### Acteurs récurrents
- Casey Cott (VF : Julien Bouanich) : Kevin Keller
- Ross Butler (VF : François Santucci) : Reginald « Reggie » Mantle
- Asha Bromfield (VF : Laure Berend-Saglos) : Melody Valentine
- Hayley Law (VF : Fouzia Youssef) : Valerie Brown
- Cody Kearsley (VF : Nicolas Hardy) : Marmaduke « Moose » Mason
- Skeet Ulrich (VF : Damien Boisseau) : Forsythe Pendleton « FP » Jones II
- Lochlyn Munro (VF : François Delaive) : « Hal » Harold Cooper
- Tiera Skovbye (VF : Marie Diot) : Polly Cooper
- Nathalie Boltt (VF : Danièle Douet) : Penelope Blossom
- Barclay Hope (VF : Serge Biavan) : « Cliff » Blossom
- Trevor Stines : Jason Blossom
- Martin Cummins (VF : David Krüger) : Tom Keller
- Rob Raco (VF : Juan Llorca) : Joaquin DeSantos
- Robin Givens (VF : Armelle Gallaud) : Sierra McCoy
- Molly Ringwald (VF : Juliette Degenne) : Mary Andrews
- Shannon Purser (VF : Flora Kaprielian) : Ethel Muggs
- Sarah Habel (VF : Barbara Beretta) : « Geraldine Grundy » Jennifer Gibson
- Tom McBeath (VF : Serge Blumenthal) : Smithers
- Peter James Bryant (en) (VF : Frantz Confiac) : Waldo Weatherbee
- Jordan Calloway} (VF : Eilias Changuel) : Chuck Clayton
- Colin Lawrence (en) (VF : Mohad Sanou) : coach Floyd Clayton
- Alvin Sanders (VF : Jean-Luc Atlan) : Pop Tate
- Major Curda (VF : Gabriel Bismuth-Bienaimé) : Dilton Doiley
- Barbara Wallace (VF : Cathy Cerdà) : Roseanne « Nana Rose » Blossom
- Olivia Ryan Stern : Tina Patel
- Caitlin Mitchell-Markovitch : Ginger Lopez

### Invité
- Scott McNeil (VF : Michel Vigné) : « Tall Boy » (épisode 13)

## Épisodes

### Épisode 1:Chapitre un: Au bord de la rivière
- États-Unis : 26 janvier 2017 sur The CW[2]
- reste du  : 27 janvier 2017 sur Netflix
- Québec : 7 septembre 2017 sur VRAK
- France /  Belgique (à la télévision) : 24 mai 2018 sur Warner TV

- États-Unis : 1,37 million de téléspectateurs (première diffusion)[1] (première diffusion)

- Daniel Yang : Dilton Doiley

### Épisode 2:Chapitre deux: Le Diable incarné
- États-Unis : 2 février 2017 sur The CW
- reste du  : 3 février 2017 sur Netflix
- Québec : 14 septembre 2017 sur VRAK
- France /  Belgique (à la télévision) : 24 mai 2018 sur Warner TV

- États-Unis : 1,15 million de téléspectateurs[1] (première diffusion)

### Épisode 3:Chapitre trois: Autre
- États-Unis : 9 février 2017 sur The CW
- reste du  : 10 février 2017 sur Netflix
- Québec : 21 septembre 2017 sur VRAK
- France /  Belgique (à la télévision) : 24 mai 2018 sur Warner TV

- États-Unis : 1,19 million de téléspectateurs[1] (première diffusion)

### Épisode 4:Chapitre quatre: La Dernière Séance
- États-Unis : 16 février 2017 sur The CW
- reste du  : 17 février 2017 sur Netflix
- Québec : 28 septembre 2017 sur VRAK
- France /  Belgique (à la télévision) : 31 mai 2018 sur Warner TV

- États-Unis : 1,13 million de téléspectateurs[1] (première diffusion)

### Épisode 5:Chapitre cinq: Sans cœur
- États-Unis : 23 février 2017 sur The CW
- reste du  : 24 février 2017 sur Netflix
- Québec : 5 octobre 2017 sur VRAK
- France /  Belgique (à la télévision) : 31 mai 2018 sur Warner TV

- États-Unis : 975 000 téléspectateurs[1] (première diffusion)

### Épisode 6:Chapitre six: Pussycat
- États-Unis : 2 mars 2017 sur The CW
- reste du  : 3 mars 2017 sur Netflix
- Québec : 12 octobre 2017 sur VRAK
- France /  Belgique (à la télévision) : 31 mai 2018 sur Warner TV

- États-Unis : 1,08 million de téléspectateurs[1] (première diffusion)

### Épisode 7:Chapitre sept: La Confiance
- États-Unis : 9 mars 2017 sur The CW
- reste du  : 10 mars 2017 sur Netflix
- Québec : 19 octobre 2017 sur VRAK
- France /  Belgique (à la télévision) : 7 juin 2018 sur Warner TV

- États-Unis : 1,02 million de téléspectateurs[1] (première diffusion)

### Épisode 8:Chapitre huit: En marge du système
- États-Unis : 30 mars 2017 sur The CW
- reste du  : 31 mars 2017 sur Netflix
- Québec : 26 octobre 2017 sur VRAK
- France /  Belgique (à la télévision) : 7 juin 2018 sur Warner TV

- États-Unis : 992 000 téléspectateurs[1] (première diffusion)

### Épisode 9:Chapitre neuf: La Grande Illusion
- États-Unis : 6 avril 2017 sur The CW
- reste du  : 7 avril 2017 sur Netflix
- Québec : 2 novembre 2017 sur VRAK
- France /  Belgique (à la télévision) : 7 juin 2018 sur Warner TV

- États-Unis : 907 000 téléspectateurs[1] (première diffusion)

### Épisode 10:Chapitre dix: Secrets et péchés
- États-Unis : 13 avril 2017 sur The CW
- reste du  : 14 avril 2017 sur Netflix
- Québec : 9 novembre 2017 sur VRAK
- France /  Belgique (à la télévision) : 14 juin 2018 sur Warner TV

- États-Unis : 872 000 téléspectateurs[1] (première diffusion)

Betty veut organiser une fête surprise à Jughead chez Archie. Veronica apprend que c'est Cliford Blosoom qui a orchestré l'arrestation de son père. Tandis que Fred part rejoindre son ex femme pour le divorce.

### Épisode 11:Chapitre onze: Retour à Riverdale
- États-Unis : 27 avril 2017 sur The CW
- reste du  : 28 avril 2017 sur Netflix
- Québec : 16 novembre 2017 sur VRAK
- France /  Belgique (à la télévision) : 14 juin 2018 sur Warner TV

- États-Unis : 885 000 téléspectateurs[1] (première diffusion)

### Épisode 12:Chapitre douze: Anatomie d'un meurtre
- États-Unis : 4 mai 2017 sur The CW
- reste du  : 5 mai 2017 sur Netflix
- Québec : 23 novembre 2017 sur VRAK
- France /  Belgique (à la télévision) : 21 juin 2018 sur Warner TV

- États-Unis : 977 000 téléspectateurs[1] (première diffusion)

FP est emmené au poste de police où il avoue le meurtre de Jason Blossom. Mais Archie, Betty, et Veronica font tout pour prouver qu'il est innocent car ils savent très bien que la mallette n'était pas chez lui avant le Bal et que quelqu'un essaie de le piéger. 
La mère de Archie, avocate, rend visite à FP. Elle apprend que le seul appel téléphonique possible pour FP a été pour Joaquin, un serpent. Elle le dit à Jughead et lui dit d'aller voir son père en prison avant qu'il soit trop tard. En allant voir FP, Jughead se rend compte que son père a menti, mais tout le monde se demande qui il cherche à protéger. Kevin apprend par Joaquin un plan détourné entre lui et FP. Il se rend sur les lieux avec Archie, Betty, Jughead et Veronica et trouve un sac avec la veste de Jason dedans. 
Betty cherche dans la veste et y trouve une clé USB. 

### Épisode 13:Chapitre treize: Le Repos éternel
- États-Unis : 11 mai 2017 sur The CW
- reste du  : 12 mai 2017 sur Netflix
- Québec : 30 novembre 2017 sur VRAK
- France /  Belgique (à la télévision) : 21 juin 2018 sur Warner TV

- États-Unis : 962 000 téléspectateurs[1] (première diffusion)

FP est toujours en prison et refuse de donner les noms des Serpents qui vendaient la drogue de Cliford Blossom. Jughead est placé dans une famille d'accueil dans le quartier des Southside Serpents et rejoint le lycée du coin. Polly revient à la maison et Cheryl envoie un message à Veronica disant qu'elle veut rejoindre son frère. Archie, Betty, Veronica et Jughead vont alors la chercher sur un lac gelé où elle fait exprès de tomber pour se suicider. Archie casse la glace pour récupérer et sauver Cheryl. Il parvient à la sortir du lac et lui fait des massages cardiaque et du bouche à bouche. Cheryl respire à nouveau et Veronica la ramène chez elle. La mère de Veronica demande à sa fille si elle peut demander à Archie de convaincre son père, Fred, qu'il accepte de vendre ses parts de l'entreprise aux parents de Veronica, Hermione et Hiram Lodge (qui vient de sortir de prison et qui va revenir à la maison) mais Veronica refuse et se range du côté d'Archie. Pendant ce temps, Alice Cooper explique a Betty qu'elle a eu un fils avant d'avoir ses filles mais qu'elle l'avait fait adopté et que c'était une des plus grandes tristesses de sa vie. Les quatre amis vont au jubilé, une fête en l'honneur des 75 ans de Riverdale et Archie chante une chanson qu'il a composée avec les Pussy Cats. La maire demande à Betty de faire un discours et cette dernière explique que tous les habitants de Riverdale sont l'âme de cette ville y compris FP Jones et Mr Blossom. À la fin de l'épisode, Betty, Jughead, Veronica et Archie vont boire un milkshake chez Pop's pendant que Cheryl met le feu à sa maison pour "purifier" sa famille. Betty et Jughead rentrent dans le mobilehome de ce dernier et Jughead avoue ses sentiments à Betty qui lui avoue ses sentiments en retour. Ils finissent par s'embrasser pendant que Archie et Veronica rentrent chez cette dernière tant qu'il n'y a pas sa mère et couchent ensemble. Pendant que Betty et Jughead étaient sur le point de faire l'amour, les Southside Serpents frappent à la porte et expliquent à Jughead que s'il le voulait, ils seraient là pour lui. Ils lui tendent un blouson du gang, qu'il accepte devant Betty, cachée derrière la porte qui le regarde d'un air surpris et inquiet. 